# Hinduraj
Der Hinduraj ist ein Gebirge im Norden Pakistans, wo es sich über die Provinz Khyber Pakhtunkhwa und das Sonderterritorium Gilgit-Baltistan erstreckt.
Im Westen und Norden wird der Hinduraj vom Fluss Chitral und dessen Zuflüssen Yarkhun und Mastuj sowie dem Karambar-Pass vom Hindukusch abgegrenzt. Im Osten reicht der Hinduraj bis an das Karakorum und den Himalaja heran. Die genaue Grenze bilden hier die Flusstäler von Karambar, Gilgit und Indus. Der Swat entwässert das Gebirge in südlicher Richtung.
Im Koyo Zom erreicht das Gebirge eine Höhe von 6872 m.

## Berge (Auswahl)
| Name         | Höhe [m] |
| ------------ | -------- |
| Koyo Zom     | 6872     |
| Buni Zom     | 6551     |
| Ghamubar Zom | 6518     |
| Chiantar Sar | 6416     |
| Ghochhar Sar | 6249     |
| Karka        | 6222     |
| Thalo Zom    | 6050     |
| Falak Sher   | 5918     |

## Pässe des Hinduraj
| Name         | Höhe [m] | Koord. |
| ------------ | -------- | ------ |
| Darkot-Pass  | 4650     | (⊙)    |
| Lowari-Pass  | 3120     | (⊙)    |
| Shandur-Pass | 3728     | (⊙)    |
| Thoi-Pass    | 5005     | (⊙)    |
| Zagaran-Pass | 5005     | (⊙)    |